# Icon (класс круизных судов)
Icon (Икона) — класс крупнейших круизных океанских судов, названный по имени первого головного судна серии — Icon of the Seas, заказанных Royal Caribbean International. По состоянию на 2024 год в эксплуатации находится только одно судно — Icon of the Seas. Royal Caribbean планирует построить три судна класса Icon к 2026 году.

## Строительство
В октябре 2016 года компании Royal Caribbean и Meyer Turku объявили о заказе на строительство двух судов под проектным названием «Icon». Поставка первого судна Icon of the Seas ожидалась в 2023 году, а второго судна Star of the Seas в 2025 году. Суда будут классифицированы DNV.
В 2016 году Royal Caribbean подала заявку на регистрацию товарного знака «Icon of the Seas», который в то время предлагался как указание на название первого судна.
2 июля 2019 года Royal Caribbean объявила о заказе третьего судна класса «Icon». Третий корабль планируется поставить в 2026 году, через год после Star of the Seas.
Резка стали для Icon of the Seas началась 14 июня 2021 года, а киль был заложен 5 апреля 2022 года.
Резка стали для Star of the Seas началась 15 февраля 2023 года.
Резка стали для третьего лайнера класса «Icon» началась в январе 2024 года.
19 июня 2023 г. Icon of the Seas вышел в море на первые ходовые испытания. 22 июня он вернулся на верфь Meyer Turku.  В ноябре 2023 года Icon of the Seas завершил ходовые испытания. 27 ноября 2023 года судно официально было передано компании Royal Caribbean Group и 29 ноября вышло в море и направилось в испанский порт Кадис для завершения строительства. Ввод в эксплуатацию состоялся 27 января 2024 года с выходом в круиз из порта Майами.

## Конструкция
Суда класса «Icon» будут работать на сжиженном природном газе (СПГ), с валовой вместимостью около 200 000 ГТ. Они будут вмещать 5600 спальных мест.
В 2020 году директор по проектам и оборудованию круизного порта Нассау заявил, что суда класса Icon будут больше, чем суда класса Oasis. Позже, в мае 2022 года, Royal Caribbean подтвердила, что Icon of the Seas будет больше, чем суда класса Oasis.

## Круизные суда класса «Icon»
| Название           | Фото | Введён в эксплуатацию                            |
| ------------------ | ---- | ------------------------------------------------ |
| Icon of the Seas   |      | 27 января 2024 г.                                |
| Star of the Seas   |      | Спущен на воду в 2024 в эксплуатации с июля 2025 |
| Legend of the Seas |      | Лето 2026 г.                                     |